# Nemacheilus carletoni
Nemacheilus carletoni är en fiskart som beskrevs av Fowler 1924. Nemacheilus carletoni ingår i släktet Nemacheilus och familjen grönlingsfiskar. Inga underarter finns listade i Catalogue of Life.